# جيمس باكر
جيمس باكر (بالإنجليزية: James Packer)‏ مواليد 8 سبتمبر 1967، رجل أعمال أسترالي وملياردير.

## علاقته مع مدير الموساد الإسرائيلي
تقرر يوم الأربعاء 14 ديسمبر 2016 إجراء تحقيق أولي في شبهات فساد سياسي ضد يوسي كوهين المدير الحالي لوكالة الاستخبارات ومهمات خاصة الإسرائيلي (موساد) ، تتمحور حول علاقته مع الملياردير الأسترالي جيمس باكر، المقرب من عائلة رئيس الحكومة الإسرائيلية بنيامين نتنياهو.
وكُشف النقاب قبل ذلك حول العلاقة بين باكر ونجل نتنياهو، يائير نتنياهو. والشبهات بشأن كوهين تدور حول ما إذا كان قد حصل على هدايا محظورة بموجب القانون عندما كان يشغل منصب رئيس مجلس الأمن القومي في مكتب رئيس الحكومة الإسرائيلية. ويهدف تحقيق مفوضية خدمات الدولة إلى استيضاح جوهر العلاقة بين كوهين وباكر. وتلقى كوهين من باكر سبع تذاكر لحفل أحيته قبل سنة في «إسرائيل» المغنية ماريا كاري. ويبلغ ثمن هذه التذاكر آلاف الشواقل.
وكشفت أيضا عن أنه ليس يائير نتنياهو وحده كان يستخدم شقة يملكها باكر في تل أبيب، وإنما كان يستخدمها كوهين أيضا، الذي اعتاد على المجيء إليها بين الحين والآخر، عندما كان رئيسا لمجلس الأمن القومي. وتبين أن كوهين كان يحضر إلى شقة باكر عندما كان يتواجد فيها يائير نتنياهو نفسه في تلك الفترة. واللافت أنه مؤخراً تزايدت التحقيقات في شبهات فساد ضد مقربين من نتنياهو.